# Polygodial
Le polygodial est un dialdéhyde sesquiterpène insaturé au goût irritant (pseudo-chaleur). Ce composé a de multiples applications antibiotiques, antimycosiques et comme agent répulsif.
Chimiquement ce composé fait partie de la famille des dialdéhydes drimanes.
Il a été pour la première fois isolé en 1962 à partir des feuilles du Polygonum hydropiper, puis découvert dans d'autres plantes comme le Drimys lanceolata.
La composition de polygodial peut varier d'une plante à l'autre, la partie fleurie du Polygonum hydropiper contient 10 % de polygodial du poids des fleurs fraîches, tandis que la feuille séchée du Drimys winteri n'en contient que 0,99 %.
Les feuilles et les graines du Polygonum hydropiper contiennent aussi le waburganal de structure similaire au polygodial et au pouvoir irritant.
On le trouve dans de nombreuses plantes comme le poivre de Tasmanie (Tasmannia lanceolata), le Brède mafane (Spilanthes acmella) et le Renouée Poivre d'eau (Polygonum hydropiper), mais aussi dans le monde animal comme les Molluscas de la famille des Opisthobranchias.